# Lompobattangboszanger
De lompobattangboszanger (Phylloscopus sarasinorum) is een endemische vogelsoort uit de familie van de Phylloscopidae. 

## Verspreiding en leefgebied
Het is een vogel van tropische bergbossen Zuid-Celebes. De soort is onderdeel van een complex van nauw verwante soorten in vergelijkbaar habitat waartoe ook de sulawesiboszanger (P. nesophilus), bergboszanger (P. trivirgatus), luzonboszanger (P. nigrorum), Timorese boszanger (P. presbytes), papoeaboszanger (P. poliocephalus) en de San-Cristobalboszanger (P. makirensis) behoren.

## Status
De grootte van de populaties is in 2022 geschat op 50.000 tot 100.000 volwassen individuen en neemt af als gevolg van ontbossing. Om deze reden staat deze boszanger als gevoelig op de Rode Lijst van de IUCN.